# Brünzow
Brünzow település Németországban, Mecklenburg-Elő-Pomeránia tartományban. Lakosainak száma 678 fő (2023. december 31.).

## Népesség
A település népességének változása:
| Lakosok száma | 628  | 620  | 658  | 673  | 678  |
|               | 2017 | 2019 | 2021 | 2022 | 2023 |